# 農業合作社
農業合作社（英語：Agricultural cooperative），又稱為農民合作社，日韓稱為農業協同組合（簡稱農協），是農民在某些領域中為了集中資源而成立的合作型組織。其組成方式依據各國國情而有所不同，多數以合作社形式成立，以及由政府協助籌組與經營；臺灣除了農業合作社之外，尚有功能較多、具備半公法人性質的農會。

## 進一步閱讀

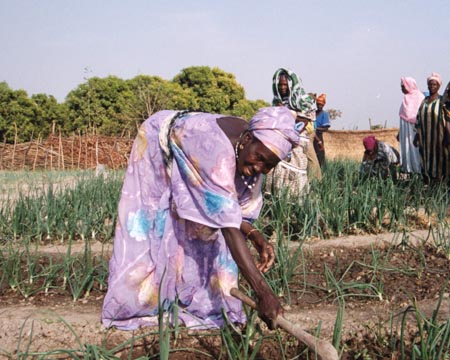
一個幾內亞農業合作社工作情景

- McBride, Glynn (2014), Agricultural Cooperatives: Their Why and Their How
- Derr, Jascha (2013), The cooperative movement of Brazil and South Africa